# Ставки (Володавський повіт)
Ставки (Ставкі, пол. Stawki) — село в Польщі, у гміні Володава Володавського повіту Люблінського воєводства. Населення — 277 осіб (2011).

## Історія
За даними етнографічної експедиції 1869—1870 років під керівництвом Павла Чубинського, у селі переважно проживали греко-католики, які розмовляли українською мовою.
Як звітував командир сотні УПА Іван Романечко («Ярий»), у перших днях червня 1946 року польська армія провела акцію примусового виселення українців зі своїх осель у Ставках з метою їхньої депортації до УРСР.
У 1975—1998 роках село належало до Холмського воєводства.

## Населення
Демографічна структура станом на 31 березня 2011 року:
|          | Загалом | Допрацездатний вік | Працездатний вік | Постпрацездатний вік |
| -------- | ------- | ------------------ | ---------------- | -------------------- |
| Чоловіки | 143     | 25                 | 94               | 24                   |
| Жінки    | 134     | 13                 | 80               | 41                   |
| Разом    | 277     | 38                 | 174              | 65                   |

## Особистості

### Народилися
- Степан Сидорук (1919—2012) — український поет.